# موش بالاروی شکم‌گندمی
موش بالاروی شکم‌گندمی (نام علمی: Tylomys fulviventer) نام یک گونه از سرده موش‌های بالارو است.